# Hugo Obermaier
Hugo Obermaier fou un paleontòleg alemany nascut a Ratisbona el 29 de gener de 1877 i mort a Freiburg im Üechtland (Suïssa) el 12 de novembre de 1946.

## Biografia
Fou ordenat sacerdot seglar el 1900 després de finalitzar el seu pregrau universitari. De 1901 a 1904 estudià arqueologia prehistòrica, geografia, geologia, paleontologia, etnologia, filologia alemanya i anatomia humana a Viena, fins a assolir el PhD amb una tesi que portà per títol Die Verbreitung des Menschen während des Eiszeitalters in Mitteleuropa ("La difusió de l'home a l'època glacial a Europa central").
A partir de 1910 treballà a les excavacions de la cova d'El Castillo i de La Pasiega, a Cantàbria. Aquest jaciment fou descobert per Hermilio Alcalde del Río el 1903 i fou objecte de la primera missió de l'Institut de Paléontologie Humaine de Paris (IPH).
En començar la Primera Guerra Mundial, ja el 1914, va haver de suspendre-hi els seus treballs al sud de França. Però no va poder viatjar de tornada a París per la seva condició de ciutadà alemany, i pel mateix motiu no va continuar desenvolupant la seva tasca investigadora a l'IPH, en haver estat acusat pel seu director, l'arqueòleg francès M. Boule. D'aquesta manera, hagué de romandre a Espanya, i aprofità per estudiar l'art prehistòric de les coves de Cantàbria i Astúries. Fou Ricardo Duque de Estrada, comte de la Vega del Sella, qui allotjà Obermaier al seu palau (el Palacio de los Condes de la Vega del Sella), a Nueva (Llanes), i també qui l'integrà a la Comisión de Investigaciones Paleontológicas y Prehistóricas. També va passar per Banyoles per estudiar la Mandíbula de Banyoles. El mateix 1914 nasqué Julio Caro Baroja, un dels seus deixebles.
Posteriorment es trasllada a Madrid, al Museu Nacional de Ciències Naturals, on el 1916 hi publicà "El Hombre Fósil" ('L'home fòssil'). El 1918 es nacionalitzà com a espanyol. El 1922 van crear per a ell la càtedra d'"Historia Primitiva del Hombre" (Història Primitiva de l'Home) a la Universidad Complutense de Madrid, i li atorgaren un lloc a la Reial Acadèmia de la Història. Durant els anys següents també excavà a la cova d'Altamira.
El 1936, mentre era a Oslo en representació d'Espanya al Congrés Internacional d'Arqueologia Històrica i Protohistòrica, esclata la Guerra Civil espanyola, per la qual cosa no va tornar a Madrid. Passada la guerra, el 1939, i tot i els esforços com els del duc d'Alba, declinà ocupar de nou la seva càtedra, ja que era conscient que la mateixa estava sent reclamada per un dels seus estudiants més capacitats, l'arqueòleg i falangista Julio Martínez Santaolalla. Sí que acceptà, però, una càtedra a la Universitat de Freiburg, de forma que va establir-se a Freiburg im Üechtland, residència definitiva, ja que es va veure atrapat, una vegada més, per una altra guerra, la Segona Guerra Mundial. Finalment, el 12 de novembre de 1946 mor després d'una llarga malaltia.
El 23 de juny de 1951 fou fundada a la Universitat de Ratisbona la "Hugo Obermaier-Gesellschaft für Erforschung des Eiszeitalters und der Steinzeit e.V." ("Societat Hugo Obermaier per a l'estudi del Quaternari i l'Arqueologia de l'Edad Glacial"), la qual manté avui dia les seves activitats.

## Obres
- amb Franz Xaver Kießling. Das Plateaulehm-Paläolithikum des nordöstlichen Waldviertels von Niederösterreich. Mitteilungen der Anthropologischen Gesellschaft in Wien 41, 1911, p. 51ff.
- Obermaier, H. 1925. El hombre fósil. (2ª ed.). Comisión de Investigaciones Paleontológicas y Prehistóricas. Mem. 9: 457 p. Madrid [reedición facsimilar comentada: El hombre fósil. Ediciones Istmo. Colegio Universitario, 3: 473 p. Madrid, 1985 ISBN 84-7090-151-6]
- Obermaier, H. 1925. El hombre fósil. (2ª ed.). Comisión d'Investigaciones Paleontológicas y Prehistóricas. Mem. 9: 457 p. Madrid [reedición facsimilar comentada: El hombre fósil. Ediciones Istmo. Colegio Universitario, 3: 473 p. Madrid, 1985 ISBN 84-7090-151-6]
- Obermaier, H. «El Hombre fósil». Comisión de Investigaciones Paleontológicas y Prehistóricas. Museo Nacional de Ciencias Naturales [Madrid], Mem. 9, 2ª, 1925 [Consulta: 13 juliol 2011].  La versión online se encuentra limitada a una vista parcial.
- González Echegaray, Joaquín; Freeman, Leslie Gordon. «Obermaier y Altamira. Las nuevas excavaciones». A: Moure Romanillo, Alfonso. "El hombre fósil" 80 años después: volumen conmemorativo del 50 aniversario de la muerte de Hugo.  Universidad de Cantabria, 1996, p. 249-270. ISBN 9788481021394 [Consulta: 10 juliol 2011].
- Madariaga de la Campa, Benito. «Hugo Obermaier en el contexto de la Prehistoria cántabra: una valoración de Altamira». A: "El hombre fósil" 80 años después: volumen conmemorativo del 50 aniversario de la muerte de Hugo Obermaier.  Gijón (Asturias): Servicio de publicaciones de la Universidad de Cantabria, 1996, p. 51-78. ISBN 84-8102-139-3 [Consulta: 19 juliol 2011]. La versión online se encuentra limitada a una vista parcial.